# Wolfgang Seitz
Pour les articles homonymes, voir Seitz.
Wolfgang Seitz est un botaniste allemand, né le 2 janvier 1940.

## Biographie
Après des études à l’université de Munich en 1968, il étudie les Aconitum. Il est l’auteur de :
- 1969 : Die Taxonomie der Aconitum napellus Gruppe in Europa, Feddes Repertorium, 80 : 1-76
- 1970 : Nachtrag zur Nomenklatur der Aconitum Napellus-Gruppe in Europa, Taxon, 19 (16) : 904-905
- 1970 : Excessive Calcium Oxalate Excretions in a Species of the Genus Usnea Lichenes. Berichte der Deutschen Botanischen Gesellschaft, 83 : 121-7.

## Source
- (de) Collectors Index Herbarium

W.Seitz est l’abréviation botanique standard de Wolfgang Seitz.
Consulter la liste des abréviations d'auteur en botanique ou la liste des plantes assignées à cet auteur par l'IPNI, la liste des champignons assignés par MycoBank, la liste des algues assignées par l'AlgaeBase et la liste des fossiles assignés à cet auteur par l'IFPNI.